# ТЕЦ Ярвун
23°49′50″ пд. ш. 151°9′3″ сх. д. / 23.83056° пд. ш. 151.15083° сх. д.
ТЕЦ Ярвун — теплова електростанція у австралійському штаті Квінсленд, що є частиною комплексу глиноземного заводу в Ярвуні.
Енергетичне господарство глиноземного заводу первісно складалось з трьох парових котлів продуктивністю по 245 тонн пари на годину. У 2010-му в межах спорудження другої черги запустили теплоелектроцентраль, основне обладнання якої становить газова турбіна потужністю 168 МВт, відпрацьовані якою гази живлять котел-утилізатор продуктивністю 600 тонн пари на годину.
Як паливо станція використовує природний газ, що надходить трубопроводом Валлумбілла — Гладстон (парові котли розраховані на споживання вугілля, тоді як газ є для них резервним паливом).